# Kostel svatého Petra a Pavla (Korouhev)
Kostel svatého Petra a Pavla v obci Korouhev v okrese Svitavy pochází ze 13. století. Je chráněn jako kulturní památka České republiky.

## Historie
Kostel sv. Petra a Pavla vznikl ve druhé polovině 13. století rozšířením gotické kaple, jejíž historie sahá do roku 1050. Za vlády Josefa II. byl v Pardubicích zrušen minoritský klášter a řeholníci rozmístěni po okolních farách, tedy i v Korouhvi. Kromě nich získal kostel z kláštera také hlavní oltář, oltář s obrazem sv. Františka, ostatky sv. Benedikta a barokní kazatelnu. V roce 1908 prošel kostel opravou, při které získal dnešní podobu. Tuto opravu nechal provést kanovník Minařík za finanční pomoci profesora Františka Michla.

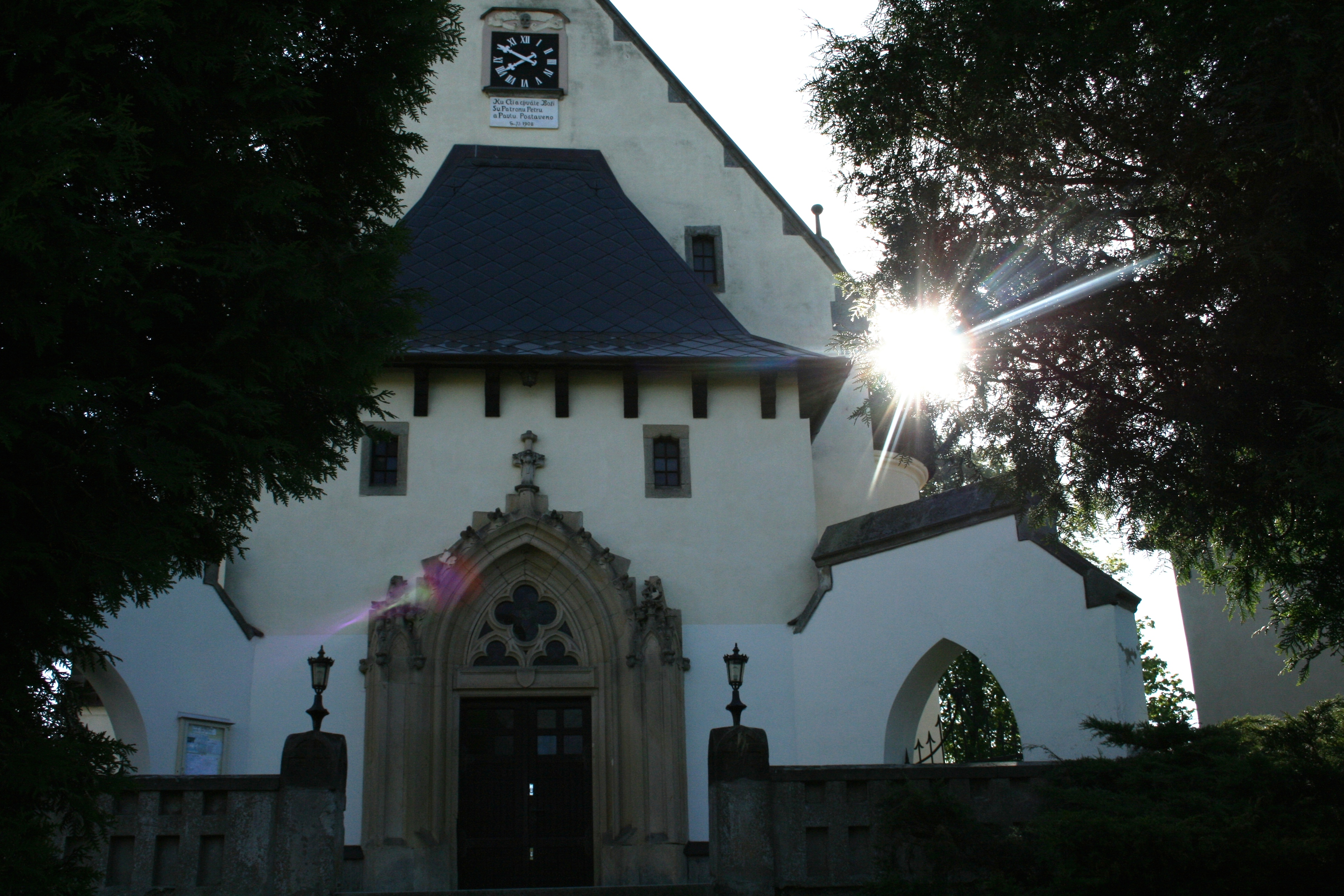
Kostel sv. Petra a Pavla

## Interiéry
V roce 1908 při prováděné opravě byla v severní části kostela postavena kaple sv. Františka. Dále zde najdeme již zmíněný hlavní oltář, oltář s obrazem sv. Františka, barokní kazatelnu – a pod ní umístěnou křtitelnici (z roku 1847). Za hlavním oltářem najdeme sankturium, což je výklenek ve zdi a patří mezi nejcennější památky v kostele. Kostel vyzdobil akademický malíř Antonín Hasler, žák Mikoláše Alše.
O vytvoření křížové cesty se postaral malíř Otakar Brož.